# ایوا روسو
ایوا روسو (ایتالیایی: Eva Russo؛ زادهٔ ۲۰ دسامبر ۱۹۶۶) هنرپیشه فعلی و دروازه‌بان سابق فوتبال زنان اهل ایتالیا است.
از باشگاه‌هایی که در آن بازی کرده‌است، می‌توان به لاتزیو، ناپل، و میلان اشاره کرد.
وی همچنین ۵۷ بازی ملی با زنان ایتالیا دارد. در دسامبر ۱۹۸۹ میلادی و پیش از بازی با تیم ملی فوتبال زنان سوئیس، تست دوپینگ او مثبت اعلام شد و به مدت ۶ ماه از هرگونه بازی محروم شد.